# Cantone di Mocha
Il Cantone di Mocha è un cantone dell'Ecuador che si trova nella Provincia del Tungurahua.
Il capoluogo del cantone è Mocha.